# إينازوما إليفن
إينازوما إليفن إينازوما إليفن(باليابانية:イナズマイレブン,، وشهيرة بالوطن العربي (“أبطال الكرة ”) هو سلسلة إعلامية تتمحور حول كرة القدم من تطوير شركة Level-5 بدأت السلسلة مع إصدار لعبة إينازوما إليفن في عام 2008، وحققت سلسلة الألعاب مبيعات تجاوزت 8 ملايين نسخة حول العالم بحلول عام 2016.

إلى جانب ألعاب الفيديو، تشمل السلسلة أيضًا سلسلة مانغا وعددًا من مسلسلات الأنمي والأفلام. وعلى الرغم من إصدار معظم الألعاب في مناطق [[خط تناوب الطور]] (مثل أوروبا وأستراليا)، إلا أن القليل منها تم إطلاقه في أمريكا الشمالية؛ الاستثناء الوحيد هو إصدار نسخة محمولة من لعبة إينازوما إليفن الأصلية على جهاز [[نينتندو 3دي أس]]، بالإضافة إلى اللعبة القادمة [[Inazuma Eleven: Victory Road]]

## الأسلوب
تعتمد السلسلة على أسلوب فريد يدمج نمط ألعاب تقمص الأدوار مع رياضة كرة القدم.

## الألعاب

### الثلاثية الأولى
- إينازوما إليفن (نينتندو دي إس)
- إينازوما إليفن 2: الغزاة المرعبون (نينتندو دي إس)
- إينازوما إليفن 3: تحدي العالم (نينتندو دي إس)

### الثلاثية الثانية
- إينازوما إليفن غو (نينتندو 3دي إس)
- إينازوما إليفن غو 2: كرونو ستون (نينتندو 3دي إس)
- إينازوما إليفن غو 3: غالاكسي (نينتندو 3دي إس)

### أريس نو تينبين
- إينازوما إليفن أريس نو تينبين (نينتندو سويتش، بلاي ستيشن 4، أندرويد، آي أو إس)

### أعمال فرعية
- إينازوما إليفن سترايكرز (نينتندو وي)
- إينازوما إليفن سترايكرز 2012 إكستريم (نينتندو وي)
- إينازوما إليفن غو سترايكرز 2013 (نينتندو وي)

## مسلسل الأنمي
يتم حالياً عرض مسلسل أنمي مقتبس من السلسلة تحت عنوان أبطال الكرة في قناة تلفزيون طوكيو, و تم عرض الدبلجة العربية في قناة سبيس تون.

## أفلام الأنمي
- إينازوما إليفن: هجوم الجيش الأقوى أوغر (23 ديسمبر 2010)
- إينازوما إليفن غو: الرابط الأقوى غريفون (23 ديسمبر 2011)
- إينازوما إليفن غو في مواجهة دانبورو سنكي دبل (1 ديسمبر 2012)
- إينازوما إليفن غو: مباراة أحلام البعد الخارق (13 يونيو 2014)